# Perarrúa
Perarrúa è un comune spagnolo situato nella comunità autonoma dell'Aragona.